# Xixona
Xixona (IPA: [ʃiˈʃona]) és un municipi de País Valencià, pertanyent a la comarca de l'Alacantí i també capital de la històrica comarca de la Foia de Xixona. És mundialment coneguda per ser el bressol del torró. El 2023, tenia 7.032 habitants, segons l'INE.
| Castalla                | Alcoi Ibi                       | La Torre de les Maçanes |
| Tibi                    |                                 | Relleu Busot            |
| Sant Vicent del Raspeig | Alacant Sant Vicent del Raspeig | Busot                   |

## Història
Els musulmans fundaren Saxona, s'alça arrecerada al pujol del Castell (del qual només que la denominada Torre Grossa es manté dreta) i la Torre Blai, al costat del depòsit d'aigües.
L'any 1244 es va signar el Tractat d'Almizra entre les Corones castellana i aragonesa, establint-se Xixona com a límit de conquesta del Regne de València; fet que realitza Jaume I el Conqueridor el 1258.

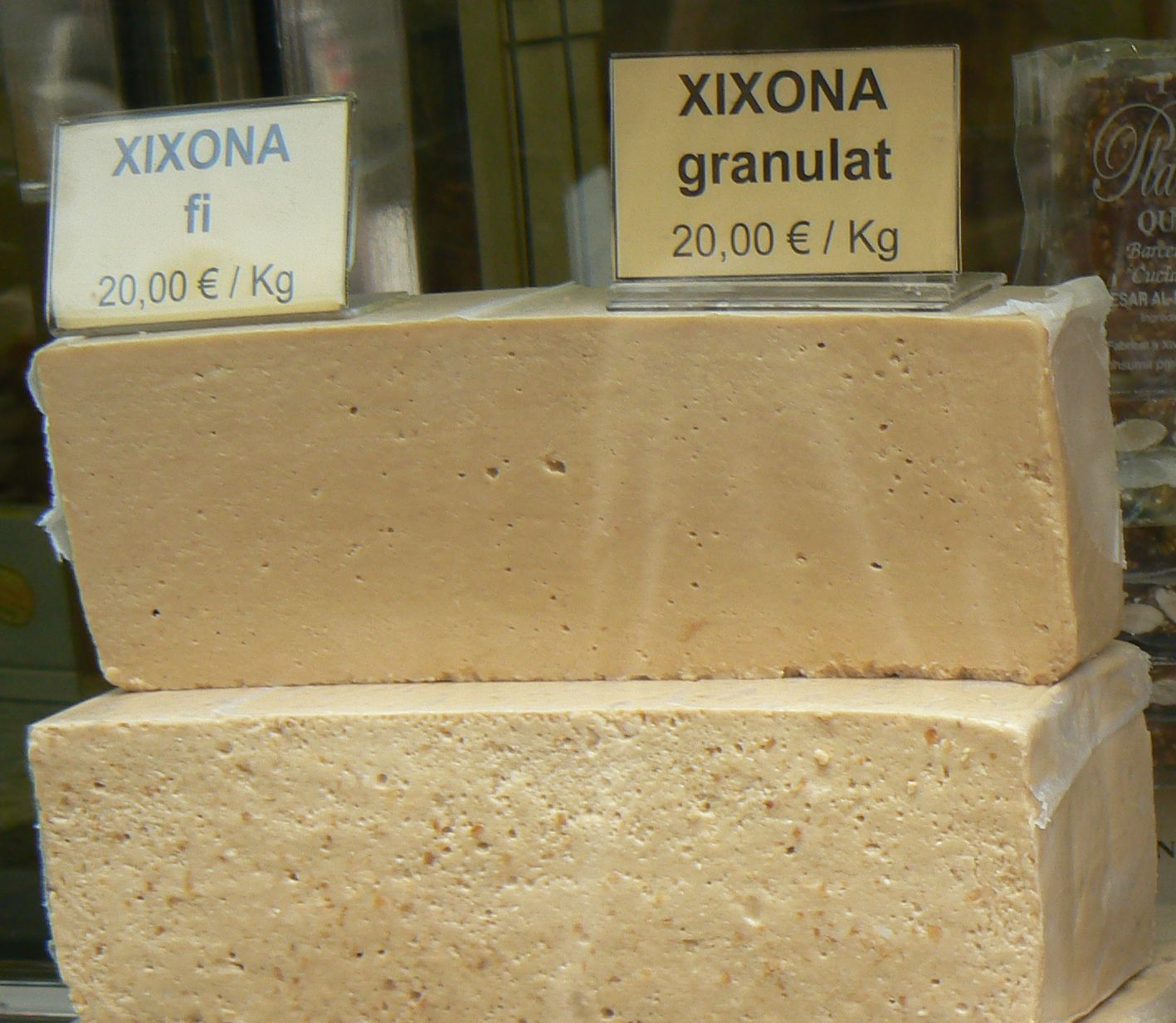
Torró de Xixona

Posteriorment, en temps de Jaume II i en virtut de l'acord del 1296, sota l'arbitratge del rei Dionís de Portugal, l'infant Joan de Castella i el bisbe Ximén de Saragossa, hom amplià la frontera sud de la corona i el regne fins a la vora del Segura. El 1304 s'escamparen les fronteres cap al sud i Xixona va quedar limítrofa amb l'acabada de crear Governació d'Ultra Xixona. L'any 1337 fou erigida en vila amb representació a les Corts valencianes.
El seu castell fou pres per les hosts castellanes del monarca Pere el Cruel l'any 1364, i fou recuperat per a la Corona aragonesa per un exèrcit compost per naturals de Penàguila, Alcoi i Cocentaina. Va mantenir una actitud proborbònica en la Guerra de Successió, oferint una forta resistència a les tropes de l'arxiduc Carles d'Àustria, que assetjaren la vila i l'obligaren a la rendició el 1706. La gent que va aconseguir fugir a les muntanyes, ajudades per la població de Villena, fins i tot va organitzar una contraofensiva que va culminar l'any 1707 amb la conquesta de la plaça. Això els aportà la concessió d'alguns privilegis per part de Felip V, que es van xifrar en la propietat municipal del castell, així com la titulació de ciutat. Aquell mateix any es va crear la Governació de Xixona, que era una demarcació administrativa que comprenia la Foia de Xixona, la de Castalla, la Vall de Biar, el terme d'Alforí (Vall d'Albaida) i, separades per la Governació d'Alacant, els termes d'Elx i de les Salines d'Elda.
El 1973 la indústria del torró juntament amb la comercialització del gelat, situen la població en el quart nivell de renda per capita. Al seu terme, de 161,3 km², trobem la Penya Migjorn amb 1.226 m d'altitud i la Carrasqueta amb 1.131, així com el port de la Carrasqueta (1.024 m).

## Geografia
Situada 26 km al nord d'Alacant, la ciutat està enclavada en els vessants de la Penya Roja. En el seu terme municipal es troben també la serra de la Carrasqueta i el seu port, pas natural per a comunicar Alacant amb Alcoi.
Per la part sud-oest del terme passa el riu Montnegre, que provinent del pantà de Tibi es dirigeix cap a l'Horta d'Alacant. Al seu pas pel municipi xixonenc es troba la menuda pedania de Montnegre.
La seua muntanya més alta és la serra de la Carrasqueta amb 1330 metres d'altura al punt culminant (1020 metres al pas de la carretera N-340).
El terme municipal està poblat d'immensos boscos de pins i carrasques en altes muntanyes de més de 1000 m, cosa que dóna lloc a espectaculars vistes de valls i barrancs en vertical, així com del mar Mediterrani, a causa de la seua proximitat. No obstant això, altres parts del terme municipal, les més pròximes a la costa, pateixen d'una desertització preocupant.

## Economia
Tradicionalment, l'economia xixonenca s'ha basat en una dualitat entre la producció i comercialització de gelats a l'estiu i la de torró a l'hivern, complementada per l'agricultura de secà, en la qual destacava el cultiu de l'ametler, el fruit del qual és matèria primera per al torró. Durant els segles XIX i XX, ha estat natural que durant gran part de l'any molts xixonencs es trobaren repartits per tota la península Ibèrica o fins i tot Cuba i altres parts d'Iberoamèrica venent els seus gelats i torrons.
Encara que el desenvolupament de l'economia de la ciutat en l'actualitat segueix basant-se en els seus torrons i gelats, coneguts en el món sencer, la fàbrica més important en la localitat és propietat de Procter & Gamble (abans, Arbora & Ausonia), fabricant de marques d'higiene íntima com Dodot i Tampax.

## Demografia
A data de 2023, Xixona tenia 7.032 habitants (INE).
| Evolució demogràfica de Xixona | Evolució demogràfica de Xixona | Evolució demogràfica de Xixona | Evolució demogràfica de Xixona | Evolució demogràfica de Xixona | Evolució demogràfica de Xixona | Evolució demogràfica de Xixona | Evolució demogràfica de Xixona | Evolució demogràfica de Xixona | Evolució demogràfica de Xixona | Evolució demogràfica de Xixona | Evolució demogràfica de Xixona | Evolució demogràfica de Xixona | Evolució demogràfica de Xixona | Evolució demogràfica de Xixona | Evolució demogràfica de Xixona | Evolució demogràfica de Xixona | Evolució demogràfica de Xixona | Evolució demogràfica de Xixona | Evolució demogràfica de Xixona | Evolució demogràfica de Xixona | Evolució demogràfica de Xixona | Evolució demogràfica de Xixona | Evolució demogràfica de Xixona | Evolució demogràfica de Xixona | Evolució demogràfica de Xixona | Evolució demogràfica de Xixona | Evolució demogràfica de Xixona |
| 1996                           | 1997                           | 1998                           | 1999                           | 2000                           | 2001                           | 2002                           | 2003                           | 2004                           | 2005                           | 2006                           | 2007                           | 2008                           | 2009                           | 2010                           | 2011                           | 2012                           | 2013                           | 2014                           | 2015                           | 2016                           | 2017                           | 2018                           | 2019                           | 2020                           | 2021                           | 2022                           | 2023                           |
| ------------------------------ | ------------------------------ | ------------------------------ | ------------------------------ | ------------------------------ | ------------------------------ | ------------------------------ | ------------------------------ | ------------------------------ | ------------------------------ | ------------------------------ | ------------------------------ | ------------------------------ | ------------------------------ | ------------------------------ | ------------------------------ | ------------------------------ | ------------------------------ | ------------------------------ | ------------------------------ | ------------------------------ | ------------------------------ | ------------------------------ | ------------------------------ | ------------------------------ | ------------------------------ | ------------------------------ | ------------------------------ |
| 7.608                          |                                | 7.453                          | 7.436                          | 7.337                          | 7.304                          | 7.353                          | 7.368                          | 7.400                          | 7.494                          | 7.596                          | 7.553                          | 7.575                          | 7.516                          | 7.407                          | 7.429                          | 7.423                          | 7.366                          | 7.226                          | 7.205                          | 7.057                          | 6.895                          | 6.875                          | 6.865                          | 6.879                          | 6.861                          | 6.860                          | 7.032                          |

| any  | habitants |
| ---- | --------- |
| 1842 | 4.795     |
| 1877 | 6.390     |
| 1887 | 6.520     |
| 1897 | 7.003     |
| 1900 | 7.084     |
| 1910 | 7.926     |
| 1920 | 7.575     |
| 1930 | 6.714     |
| 1940 | 7.039     |
| 1950 | 5.781     |
| 1960 | 6.439     |
| 1970 | 8.113     |
| 1981 | 8.785     |
| 1991 | 7.890     |
| 2000 | 7.337     |
| 2010 | 7.407     |
| 2020 | 6.879     |

## Política i Govern

### Composició de la Corporació Municipal
El Ple de l'Ajuntament està format per 13 regidors. En les eleccions municipals del 28 de maig de 2023 foren elegits 6 regidors del Partit Socialista del País Valencià (PSPV-PSOE), 3 del Partit Popular (PP), 2 de Compromís per Xixona (Compromís), 1 de Més Xixona – Acord Municipal (+X) i 1 de Jijona Nos Une.
| Eleccions municipals de 26 de maig de 2019 - Xixona |                                          |                                     |                                     |        |          |          |
| Candidatura | Candidatura                              | Candidatura                         | Cap de llista                       | Vots   | Vots     | Regidors |
| | Partit Socialista del País Valencià-PSOE |                                     | Isabel López Galera                 | 1.223  | 33,77%   | 5 (-1)   |
| | Ciutadans - Partit de la Ciutadania      |                                     | Javier Gutiérrez Martín             | 857    | 23,66%   | 3 (+2)   |
| | Partit Popular                           |                                     | Juan Carlos Francés Romo            | 632    | 17,45%   | 2 ()     |
| | Compromís per Xixona                     |                                     | Joan Arques Galiana                 | 511    | 14,11%   | 2 (+1)   |
| | Més Xixona-Acord Municipal               |                                     | Marcos Ros Planelles                | 356    | 9,83%    | 1 (-2)   |
| | Vots en blanc                            |                                     |                                     | 43     | 1,19%    |          |
| Total vots vàlids i regidors | Total vots vàlids i regidors             | Total vots vàlids i regidors        | Total vots vàlids i regidors        | 3.622  | 100 %    | 13       |
| | Vots nuls                                | Vots nuls                           | Vots nuls                           | 44     | 1,20%    |          |
| Participació (vots vàlids més nuls) | Participació (vots vàlids més nuls)      | Participació (vots vàlids més nuls) | Participació (vots vàlids més nuls) | 3.666  | 66,09%** |          |
| Abstenció | Abstenció                                | Abstenció                           | Abstenció                           | 1.881* | 33,91%** |          |
| Total cens electoral | Total cens electoral                     | Total cens electoral                | Total cens electoral                | 5.547* | 100 %**  |          |
| Alcaldessa: Isabel López Galera (PSPV-PSOE) (15/06/2019) Per ser la llista més votada, després de no haver obtingut majoria absoluta dels regidors (5 vots de PSPV) |                                          |                                     |                                     |        |          |          |
| Fonts: JEC, JEZ Alacant, M. Interior, Periòdic Ara. (* No són vots sinó electors. ** Percentatge respecte del cens electoral.)                                      |                                          |                                     |                                     |        |          |          |

### Eleccions municipals des de 1979
L'evolució en el repartiment dels regidors per partits polítics des de les eleccions municipals de 1979 és la següent:
| Històric de regidors a l'ajuntament de Xixona |                                   |      |      |      |      |      |      |      |      |      |      |      |      |
| Candidatura                                   | Candidatura                       | 1979 | 1983 | 1987 | 1991 | 1995 | 1999 | 2003 | 2007 | 2011 | 2015 | 2019 | 2023 |
|                                               | PSPV-PSOE                         | 3    | 3    | 3    | 8    | 5    | 3    | 5    | 8    | 8    | 6    | 5    | 6    |
|                                               | AP / PP                           |      | 4    | 3    | 3    | 5    | 6    | 4    | 3    | 2    | 2    | 2    | 3    |
|                                               | UPV/BLOC/Compromís                |      |      |      | 1    | 1    | 2    | 1    |      |      | 1    | 2    | 2    |
|                                               | ERPV-AM / Més Xixona              |      |      |      |      |      |      |      | 2    | 2    | 3    | 1    | 1    |
|                                               | Cs / Jijona Nos Une               |      |      |      |      |      |      |      |      |      | 1    | 3    | 1    |
|                                               | Candidatura Unida de Xixona (CUX) | 4    | 5    |      |      |      |      |      |      |      |      |      |      |
|                                               | Candidatura Independent de Xixona |      |      |      |      | 2    | 2    | 3    |      |      |      |      |      |
|                                               | Independents per Xixona           | 5    | 1    | 1    |      |      |      |      |      |      |      |      |      |
|                                               | Xixoneros Independents (XI)       | 5    |      |      |      |      |      |      |      |      |      |      |      |
|                                               | PCE                               | 2    | 1    |      |      |      |      |      |      |      |      |      |      |
|                                               | UCD                               | 3    |      |      |      |      |      |      |      |      |      |      |      |
|                                               | UV                                |      |      |      | 1    |      |      |      |      |      |      |      |      |
|                                               | CDS                               |      |      | 1    |      |      |      |      |      |      |      |      |      |
| Font: Ministeri de l'Interior                 |                                   |      |      |      |      |      |      |      |      |      |      |      |      |

### Alcaldes
Des de 2015 l'alcaldessa de Xixona és Isabel López Galera de PSPV.
| Període                       | Alcalde o alcaldessa                                                   | Partit polític | Data de possessió                | Observacions            |
| ----------------------------- | ---------------------------------------------------------------------- | -------------- | -------------------------------- | ----------------------- |
| 1979–1983                     | Fernando Galiana Carbonell                                             | XI             | 19/04/1979                       | --                      |
| 1983–1987                     | Lluís Garrigós Oltra                                                   | CUX            | 28/05/1983                       | --                      |
| 1987–1991                     | Antonio Bernabeu Gómez                                                 | Ind            | 30/06/1987                       | --                      |
| 1991–1995                     | Antonio Bernabeu Gómez                                                 | PSPV-PSOE      | 15/06/1991                       | --                      |
| 1995–1999                     | Rosa Mª Verdú Ramos Francisco José Mira del Cerro Lluís Garrigós Oltra | PP PSPV-PSOE   | 17/06/1995 31/08/1996 24/09/1996 | Dimissió/renúncia ?? -- |
| 1999–2003                     | Rosa Mª Verdú Ramos                                                    | PP             | 03/07/1999                       | --                      |
| 2003–2007                     | Rosa Mª Verdú Ramos                                                    | PP             | 14/06/2003                       | --                      |
| 2007–2011                     | Ferran Verdú Monllor                                                   | PSPV-PSOE      | 16/06/2007                       | --                      |
| 2011–2015                     | Ferran Verdú Monllor                                                   | PSPV-PSOE      | 11/06/2011                       | --                      |
| 2015–2019                     | Isabel López Galera                                                    | PSPV-PSOE      | 13/06/2015                       | --                      |
| 2019-2023                     | Isabel López Galera                                                    | PSPV-PSOE      | 15/06/2019                       | --                      |
| Des de 2023                   | Isabel López Galera                                                    | PSPV-PSOE      | 17/06/2023                       | --                      |
| Fonts: Generalitat Valenciana |                                                                        |                |                                  |                         |

## Edificis d'interés
- Castell almohade de la Torre Grossa. Edifici d'interés històric-arquitectònic (segle xiii)
- Convent franciscà de la Verge de l'Orito. Edifici d'interés arquitectònic (segle xvi)
- Ermita de Sant Antoni. Edifici d'interés històric-arquitectònic (segle xvi)
- Ermita de Santa Bàrbara. Edifici d'interés arquitectònic.
- Església de la Mare de Déu de l'Assumpció. Edifici d'interés arquitectònic (segle XVII)
- Església gòtica de Santa Maria. Edifici d'interés històric-arquitectònic (segle xiii).
- Museu del Torró, on es conserven records de la família Sirvent Selfa fundadora de les marques El Lobo i 1880.

## Festes
Se celebren festes de Moros i Cristians en la segona quinzena de febrer, les quals també es coneixen com a «Festes dels Geladors».
Les festes patronals de la localitat, també de Moros i Cristians, se celebren a l'agost, en el cap de setmana més proper al dia 24, Sant Bartomeu, copatró de Xixona al costat de Sant Sebastià.

## Xixonencs il·lustres

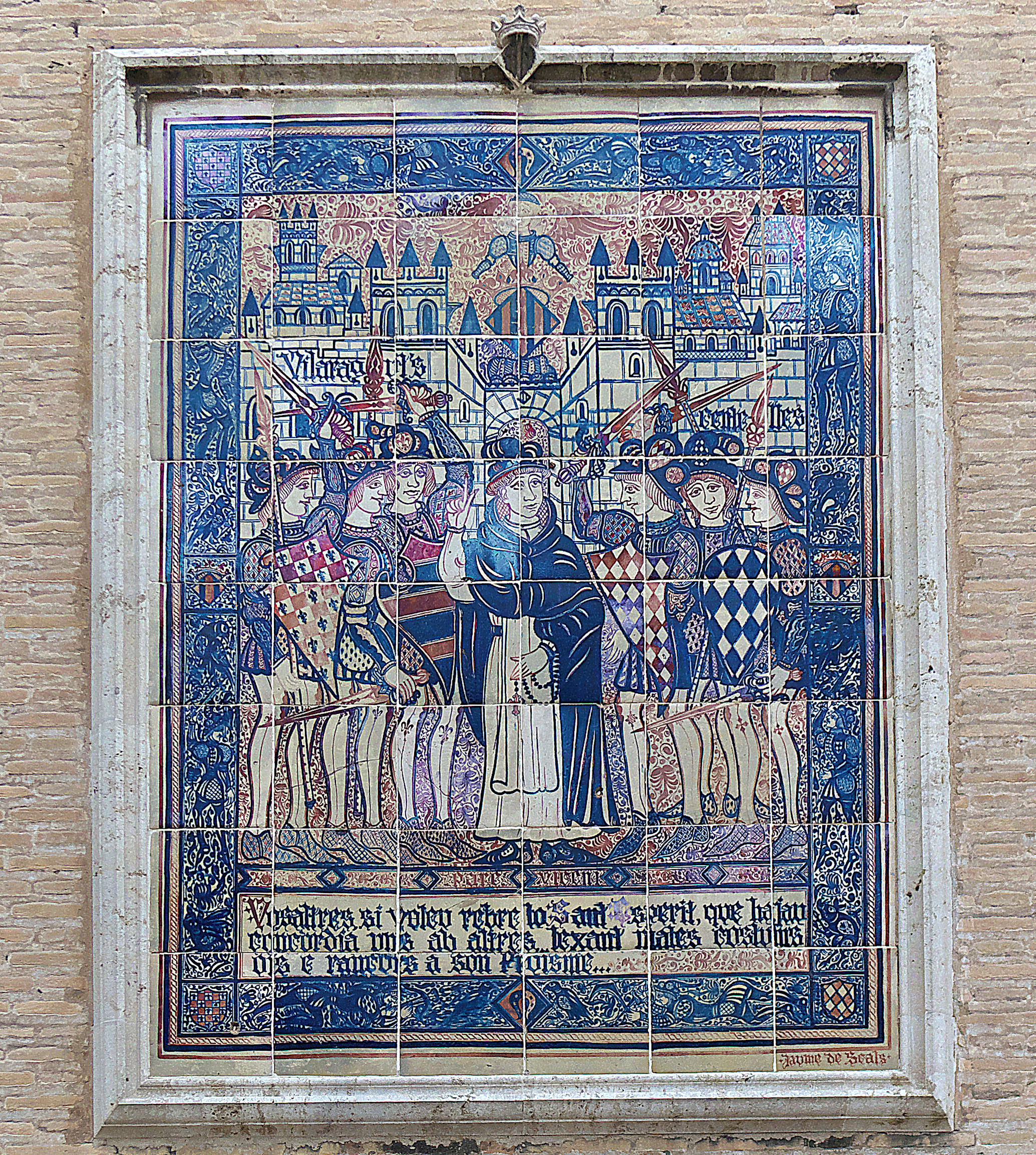
Plafó ceràmic fet per Jaume d'Scals (1955) que mostra sant Vicent Ferrer reconciliant els Centelles i els Vilaraguts. Es troba a la Plaça de l'Almoina de València.

- Constança Miquel, mare de Sant Vicent Ferrer nascuda a Xixona segons la tradició local (segle xiv).
- Ausiàs Carbonell, bisbe de gràcia (auxiliar) de València del 1509 al 1532 (?-1532).
- Melcior Aracil i Llobregat, beatificat després d'un procés iniciat per sant Joan de Ribera el 1610 (1552-1601).
- Serafí T. Miquel i Martorell, un dels més importants biògrafs de sant Vicent Ferrer (1651-1722).
- Antoni Galiana i Moltó, professor universitari matemàtic i físic.
- Francesc Mora i Berenguer, arquitecte, nascut a Sagunt (1875-1961)
- Ladislau J. R. Ayela i Planelles, metge (1879-1963)
- Jaume de Scals i Aracil, ceramista (1913-1978)
- Francesc Iváñez i Jiménez, pintor. Medalla Picasso 1978.
- Elisa Ibáñez i Mira, pianista.